# Leucandra pulvinar
Leucandra pulvinar är en svampdjursart som först beskrevs av Ernst Haeckel 1870.  Leucandra pulvinar ingår i släktet Leucandra och familjen Grantiidae. Inga underarter finns listade i Catalogue of Life.